# 沙利文鎮區 (明尼蘇達州波爾克縣)
沙利文鎮區（英語：Sullivan Township）是位於美國明尼蘇達州波爾克縣的一個行政鎮區。

## 歷史
沙利文鎮區於1880年設立，得名自當地法官蒂莫西·沙利文（Timothy Sullivan）。

## 地方資料
沙利文鎮區的面積為92.57平方千米，當中陸地面積為92.39平方千米，而水域面積為0.18平方千米。根據2020年美國人口普查的數據，當地共有人口164人，而人口密度為每平方千米1.77人。